# Cost marginal

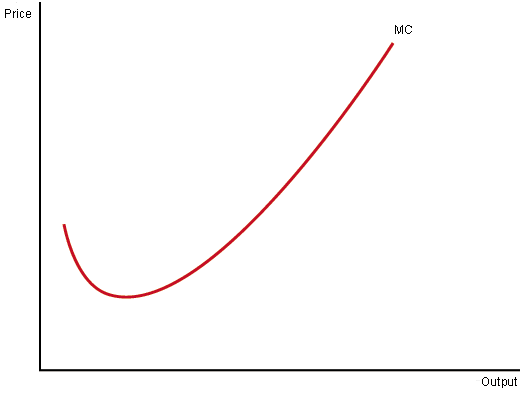
Una típica corba del cost marginal.

En economia, el cost marginal és la variació en el cost total a conseqüència de variar la quantitat produïda en una unitat, és a dir, l'increment del cost total que suposa la producció addicional d'una unitat d'un bé determinat. Matemàticament, la funció del cost marginal {\displaystyle CMa} és expressada com la derivada de la funció del cost total {\displaystyle CT} respecte la quantitat {\displaystyle Q}:
{\displaystyle CM={\frac {dC}{dQ}}}
Les empreses intenten aconseguir aquelles quantitats que els permeti maximitzar el benefici. Per tant, a les empreses els interessa incrementar la producció sempre que l'última unitat produïda tingui un cost addicional inferior a l'ingrés que s'obté amb la seva venda. Al contrari, si el cost de produir una unitat addicional és superior a l'ingrés que s'obté amb la seva venda, a les empreses els convé disminuir la producció. El cost de produir una unitat addicional es coneix com a cost marginal; l'ingrés obtingut amb la venda d'una unitat addicional s'anomena ingrés marginal. La diferència entre ambdues magnituds, ingrés i cost marginal, és el rendiment marginal.